# Козеглови (гміна)
Гміна Козеглови (пол. Gmina Koziegłowy) — місько-сільська гміна у південній Польщі. Належить до Мишковського повіту Сілезького воєводства.
Станом на 31 грудня 2011 у гміні проживало 14372 особи.

## Територія
Згідно з даними за 2007 рік площа гміни становила 159.16 км², у тому числі:
- орні землі: 71.00 %
- ліси: 20.00 %

Таким чином, площа гміни становить 33.25 % площі повіту.

## Населення
Станом на 31 грудня 2011:
| Опис     | Загалом | Загалом | Чоловіки | Чоловіки | Жінки | Жінки |
| -------- | ------- | ------- | -------- | -------- | ----- | ----- |
| одиниця  | осіб    | %       | осіб     | %        | осіб  | %     |
| все      | 14372   | 100     | 6980     | 48.57    | 7392  | 51.43 |
| міське   | 2494    | 100     | 1196     | 47.96    | 1298  | 52.04 |
| сільське | 11878   | 100     | 5784     | 48.70    | 6094  | 51.30 |

## Сусідні гміни
Гміна Козеглови межує з такими гмінами: Возьники, Камениця-Польська, Мишкув, Ожаровіце, Порай, Севеж.